# Francis Meres
Francis Meres (1565 – 29 gennaio 1647) è stato uno scrittore inglese.

## Biografia
Nato a Kirton nel 1565, studiò al Pembroke College di Cambridge, per poi intraprendere una carriera universitaria, con l'aiuto dell'influente parente John Meres, sceriffo di Lincolnshire nel 1596. Fu scrittore di qualche rilievo nell'età elisabettiana, specie per aver pubblicato nel 1598 Palladis Tamia, Wits Treasury, testo di natura enciclopedica e critica (si occupa di letteratura, musica, pittura ecc.), importante per la ricostruzione della cronologia dei drammi shakespeariani.
Un capitolo di Palladis Tamia, dal titolo Comparative Discourse of our English poets with the Greeke, Latin, and Italian poets, risulta essere di grande modernità: infatti, in grande anticipo su ogni altro contemporaneo, Meres definisce William Shakespeare uno dei più grandi autori della storia della letteratura, anche se messo a confronto coi grandi classici; arriva qui ad affermare che "se le Muse avessero parlato inglese avrebbero parlato con le ben limate frasi di Shakespeare".